# Hemigrapsus pallipes
Hemigrapsus pallipes is een krabbensoort uit de familie van de Varunidae. De wetenschappelijke naam van de soort werd in 1837 voor het eerst geldig gepubliceerd door Henri Milne-Edwards.